# Hallstätter Marienaltar

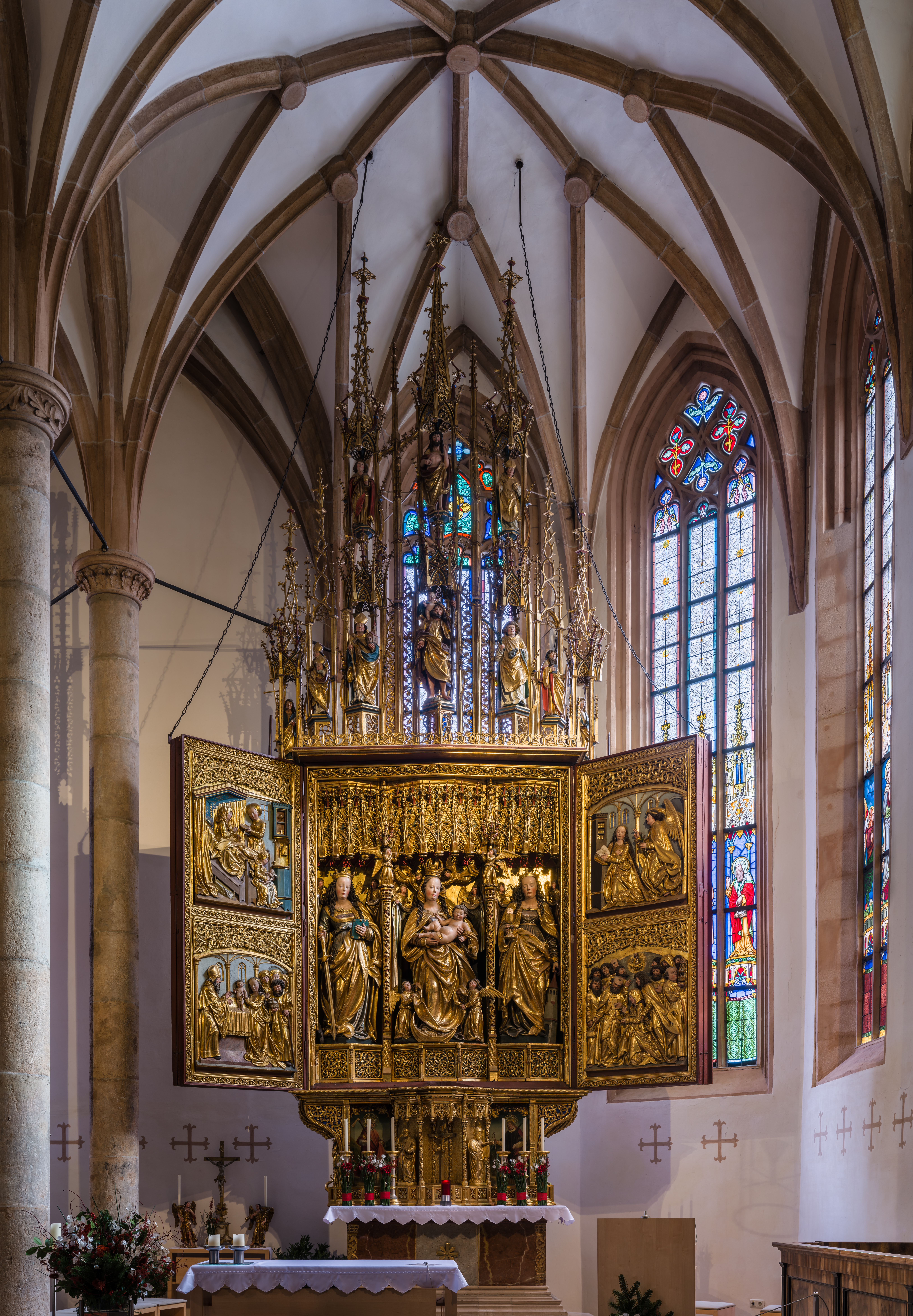
Ansicht mit geöffneten Flügeln

Der Hallstätter Marienaltar im südlichen Bereich des Doppelchores der spätgotischen katholischen Pfarrkirche Mariä Himmelfahrt in Hallstatt im Salzkammergut in Oberösterreich ist ein Pentaptychon, ein Wandelaltar mit einem Hauptschrein, zwei beweglichen Außen- und zwei beweglichen Innenflügeln, die einen Wechsel zwischen drei verschiedenen Schauseiten ermöglichen. Der Schrein ist mit Skulpturen versehen, die Innenflügel sind auf Vorder- und Rückseiten mit Reliefs geschmückt, an den Außenflügeln befinden sich beidseitig Gemäldetafeln. Die Skulpturen und Reliefs sind großflächig vergoldet. Der Altar, der der Gottesmutter Maria geweiht ist, entstand um 1510–20 in der Werkstatt von Leonhard Astl und ist einer der bedeutendsten und aufwändigsten spätgotischen Flügelaltäre Oberösterreichs.

## Geschichte des Altars
Die genaue Entstehungsgeschichte kann nicht mehr geklärt werden, da alle Unterlagen bei einem Brand des Pfarrhauses 1750 verloren gegangen sind. Wahrscheinlich ist der Altar zwischen 1510 und 1520 durch Leonhard Astl gefertigt worden, dessen Name im Relief der Beschneidung Jesu zu finden ist. Astl, ein Schüler Michael Pachers, hat ihn nicht als Hauptaltar der Pfarrkirche geschaffen, sondern es ist ein so genannter Knappenaltar, der im Zusammenhang mit dem Salzbergbau gestiftet wurde. Er hat seinen Platz im rechten Teil des Doppelchores, während den linken Teil ein neugotischer Flügelaltar ziert, der Kreuzaltar vom Ende des 19. Jahrhunderts.
Restauriert wurde der Marienaltar in den Jahren 1656, 1735, 1750, 1855, 1893–1895 und 1985. Bei der letzten Restaurierung wurde nach eingehender Untersuchung festgestellt, dass der Originalzustand weitgehend erhalten ist.

## Beschreibung

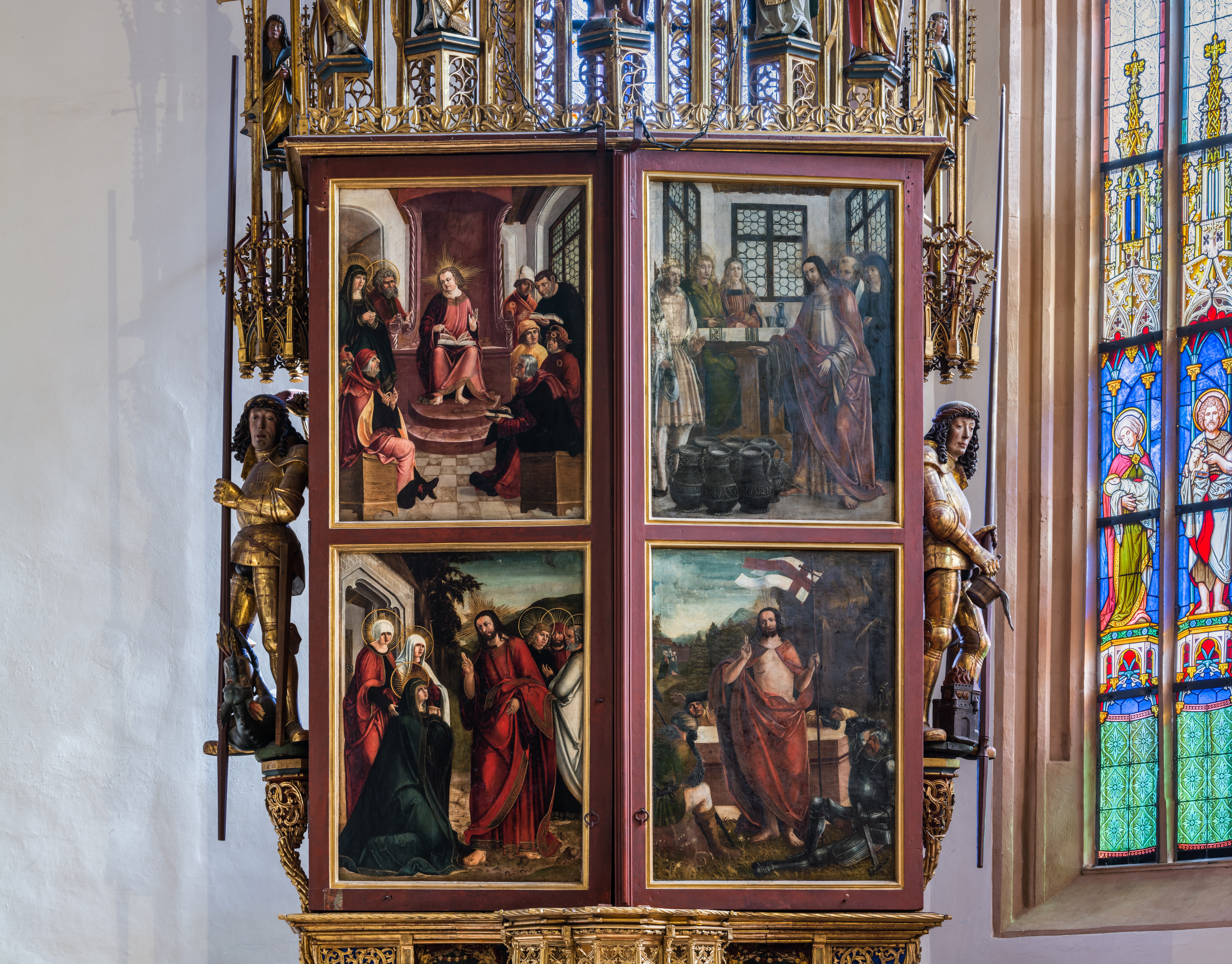
Altarbilder bei geschlossenen Flügeln

Das Altarretabel ist 10,44 Meter hoch und bei geöffneten Flügeln 4,94 Meter breit. Die Skulpturen, Reliefs und Ornamente sind aus Lindenholz geschnitzt, Hauptschrein, Flügelrahmen, Predellaschrein und Gesprenge bestehen aus Tannenholz. Der Wandelaltar hat zwei bewegliche Flügelpaare, so dass gemäß dem Verlauf des Kirchenjahres drei verschiedene Ansichten präsentiert werden können. Der Schrein enthält vergoldete Skulpturen und wird von Schreinwächtern flankiert, die Innenflügel sind beidseitig mit vergoldeten Reliefs geschmückt, die Außenflügel vollständig bemalt.

### Schauseite mit geschlossenen Flügeln
In dieser Form wurde der Altar an Werktagen und vor allem während der Dauer der Fastenzeit präsentiert. Beim geschlossenen Altar sind die Schreinwächter sichtbar, an der linken Seite des Schreins die Skulptur des Hl. Georg, an der rechten die des Florian. Die Schauseite zeigt Gemälde mit Motiven aus dem Leben Jesu:
| - Zwölfjähriger Jesus im Tempel - Abschied Jesu von seiner Mutter | - Hochzeit zu Kana - Auferstehung Jesu |

### Schauseite mit geöffneten Außenflügeln – halb geöffneter Altar

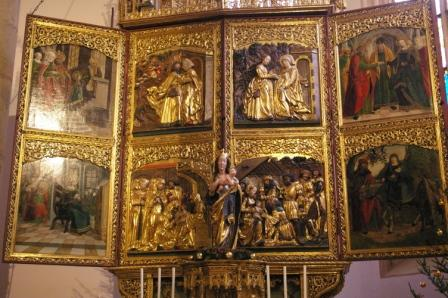
Schauseite mit geöffneten Außenflügeln – Altar halb geöffnet

Bei der ersten Öffnung werden Szenen aus dem Marienleben und der Kindheit Jesu sichtbar. Man zeigte sie hauptsächlich in der Advents- und Weihnachtszeit. Bei dieser Kombination werden die vier Reliefdarstellungen vor dem Hauptschrein von je zwei Gemäldetafeln auf den Außenflügeln flankiert:
| - Tempelgang Mariens - Der Traum des Hl. Josef | - Joachim und Anna - Beschneidung Jesu | - Mariä Heimsuchung - Anbetung der Könige | - Vermählung Mariens - Flucht nach Ägypten |

Das Relief mit Joachim und Anna beinhaltet zwei Szenen. Links oben im Hintergrund verkündet ein Engel Joachim, der bei seiner Schafherde weilt, die Geburt Mariens. Darauf folgt im Vordergrund als Hauptszene die Begegnung Joachims mit seiner Frau Anna an der Goldenen Pforte. Mit dem Traum des Hl. Josef haben wir ein selten dargestelltes Motiv vor uns. Josef hatte Zweifel, ob er die schwangere Maria zur Frau nehmen sollte. Da erschien ihm ein Engel im Traum und gab ihm die Weisung bei Maria zu bleiben. Auf einem Spruchband, das der Engel in seinen Händen hält, ist seine Botschaft in lateinischer Sprache aufgeschrieben, die nach der Einheitsübersetzung lautet: Josef, Sohn Davids, fürchte dich nicht, Maria als deine Frau zu Dir zu nehmen (Mt 1,20).
Am Podest vor den Innenflügeln kann eine halbhohe Marienstatue aufgestellt sein. (Siehe Bild)

### Schauseite mit geöffneten Innenflügeln – ganz geöffneter Altar

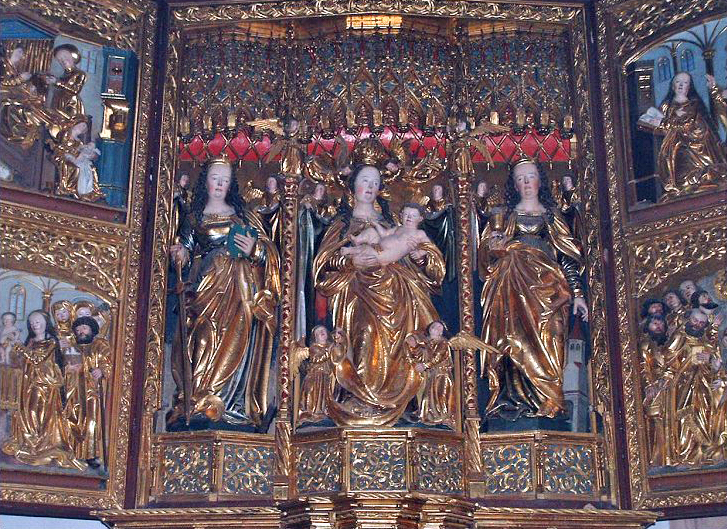
Schauseite mit geöffneten Innenflügeln – Altar ganz geöffnet

Die Öffnung der am prächtigsten gestalteten Schauseite blieb den hohen Festtagen, vor allem den Marienfeiertagen, vorbehalten.

#### Flügel
Die geöffneten Innenflügel zeigen
| - Mariä Geburt - Darstellung Jesu im Tempel | - Verkündigung des Herrn - Tod Mariens |

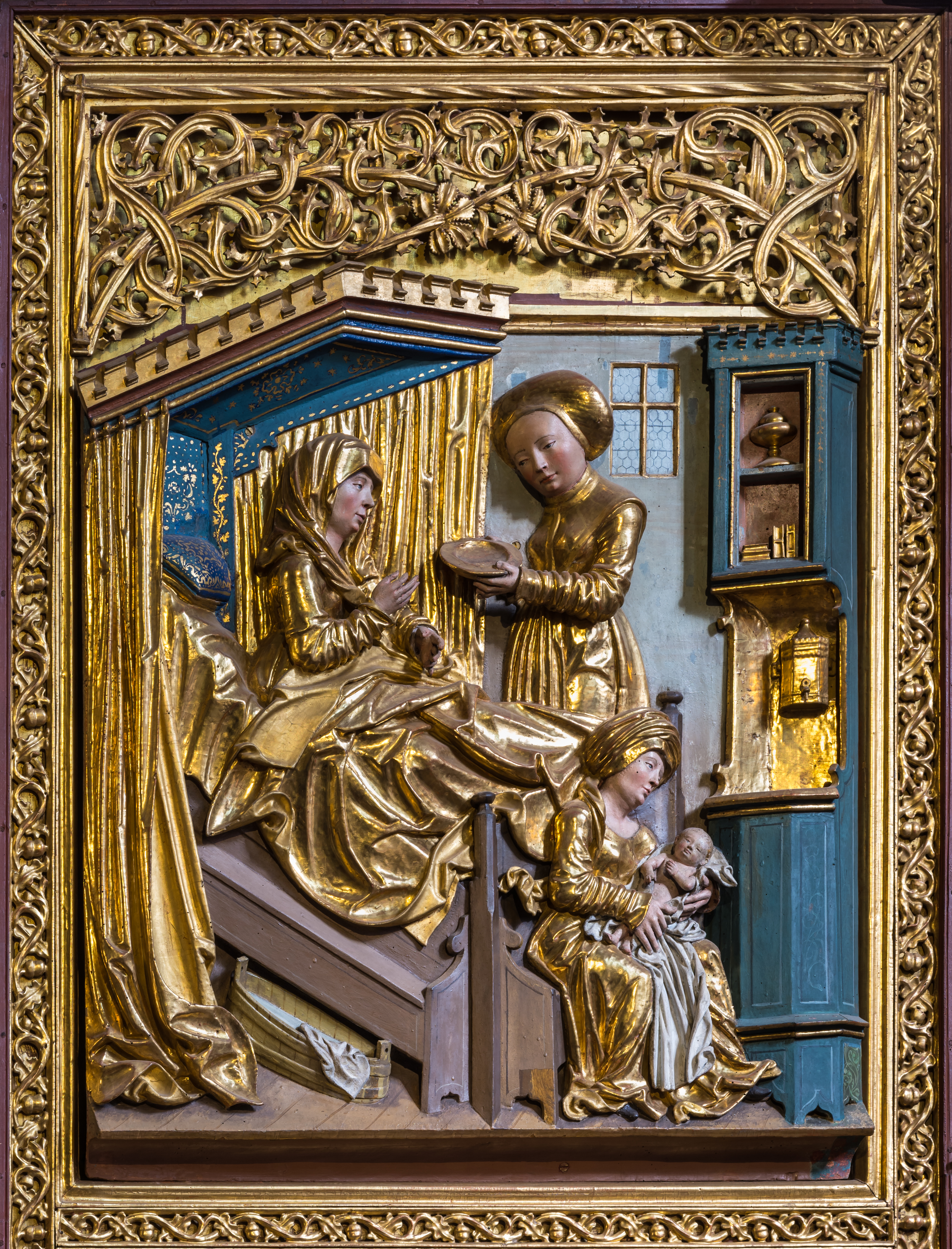
Mariä Geburt (linker Flügel oben)
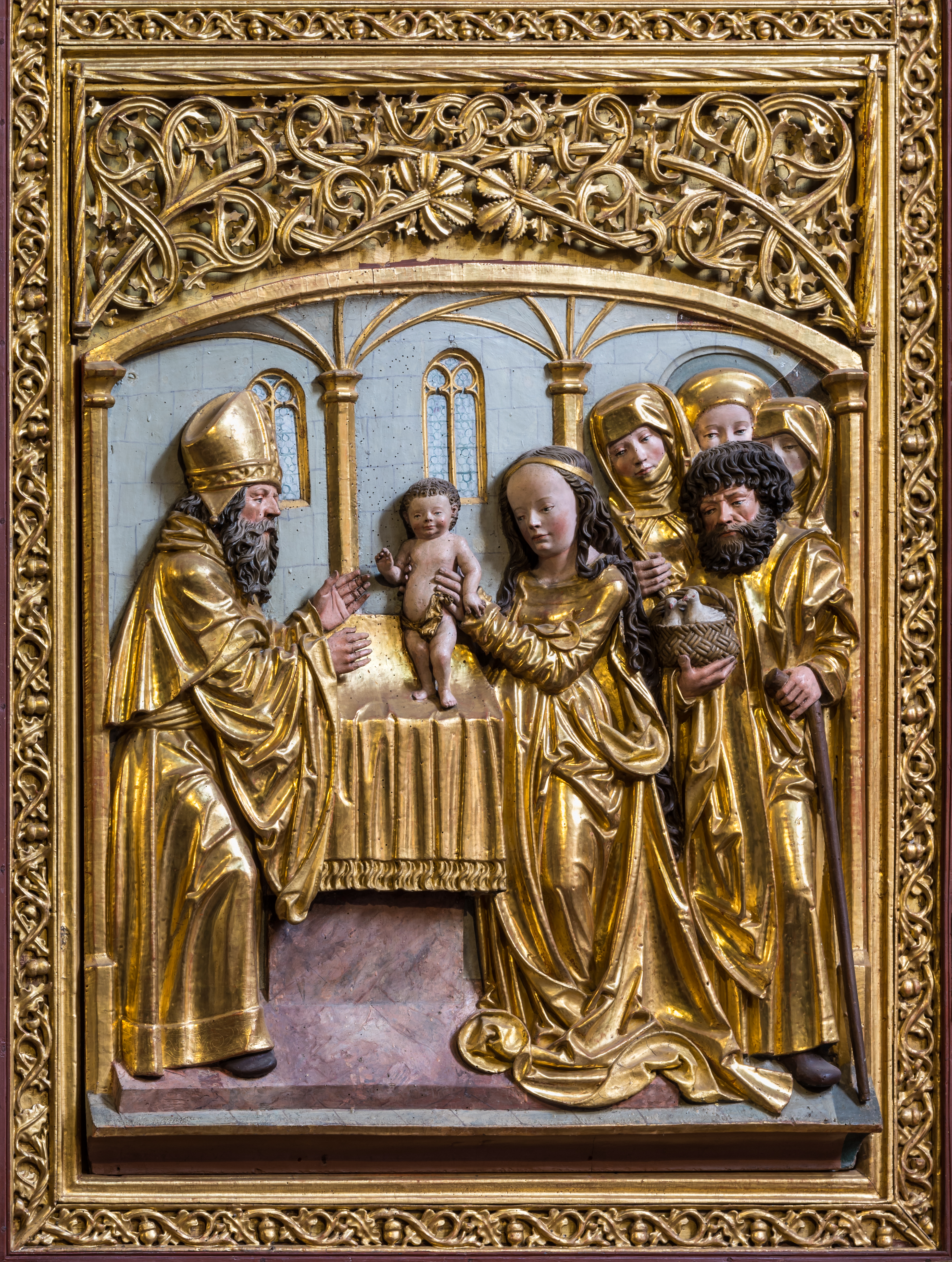
Darstellung Jesu (linker Flügel unten)
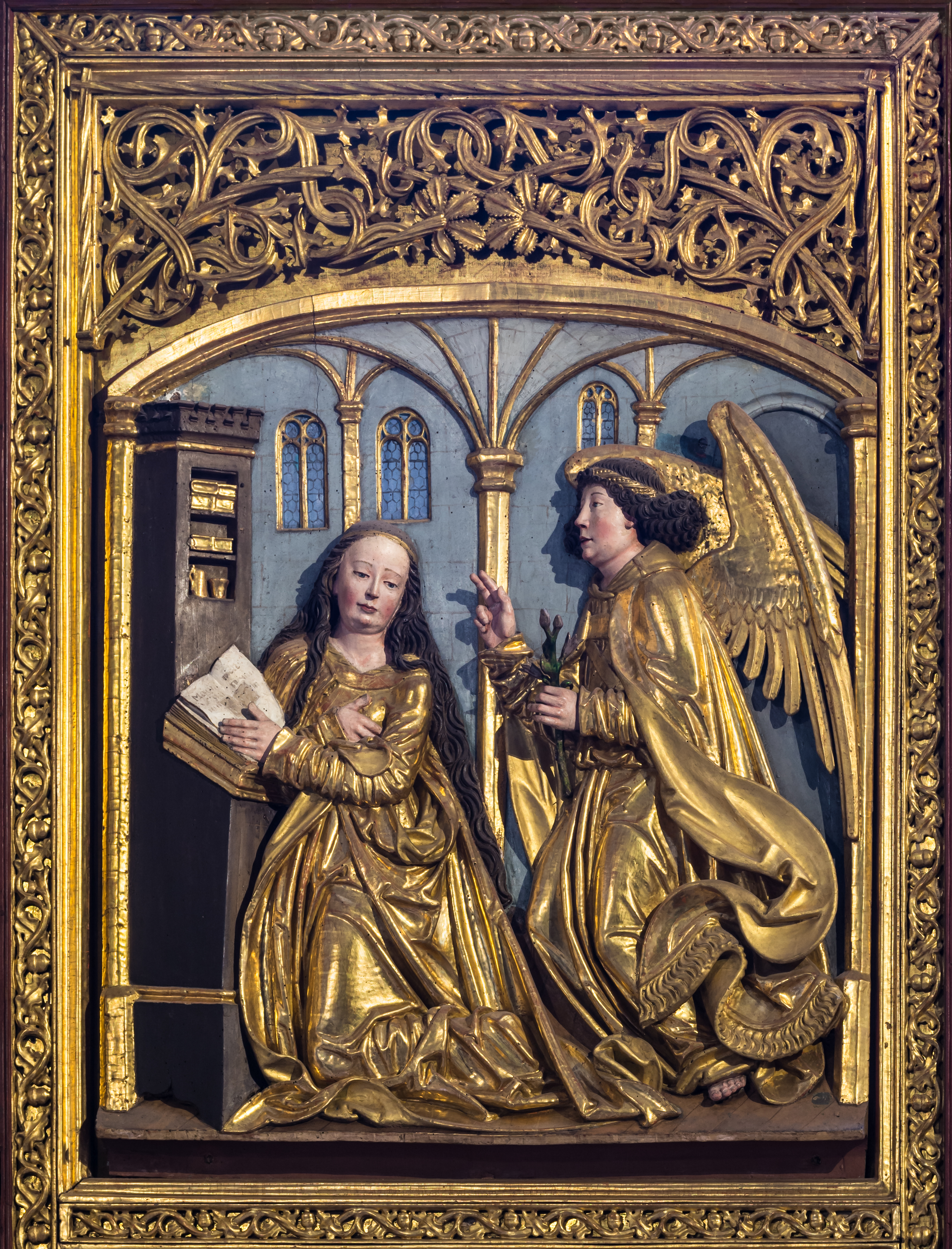
Verkündigung (rechter Flügel oben)
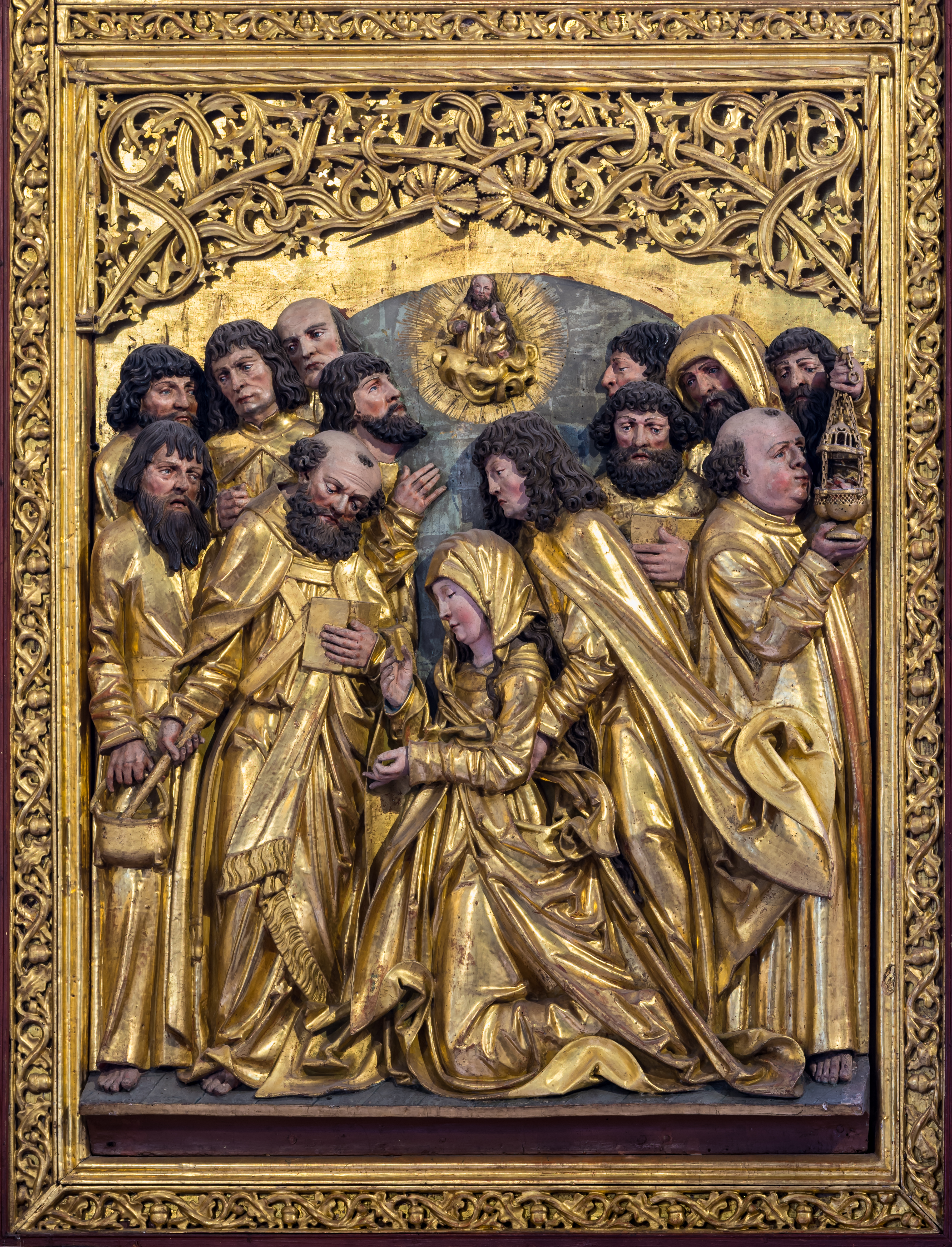
Tod Mariens (rechter Flügel unten)

#### Hauptschrein
Die zentrale Stellung Marias, die das Jesuskind in halb liegender Position vor ihrer Brust präsentiert, wird durch Engel hervorgehoben, die eine Krone über ihrem Haupt halten und den Saum ihres Gewandes anheben. Andere Engel ergreifen Vorhänge oder musizieren. Dass es sich um die Darstellung Marias als Mondsichelmadonna handelt, zeigt der mit einem Gesicht versehene Halbmond unter den Füßen Marias an. Katharina und Barbara sind jeweils von nur einem Engelpaar umgeben.
| - Katharina | - Maria mit Kind | - Barbara |

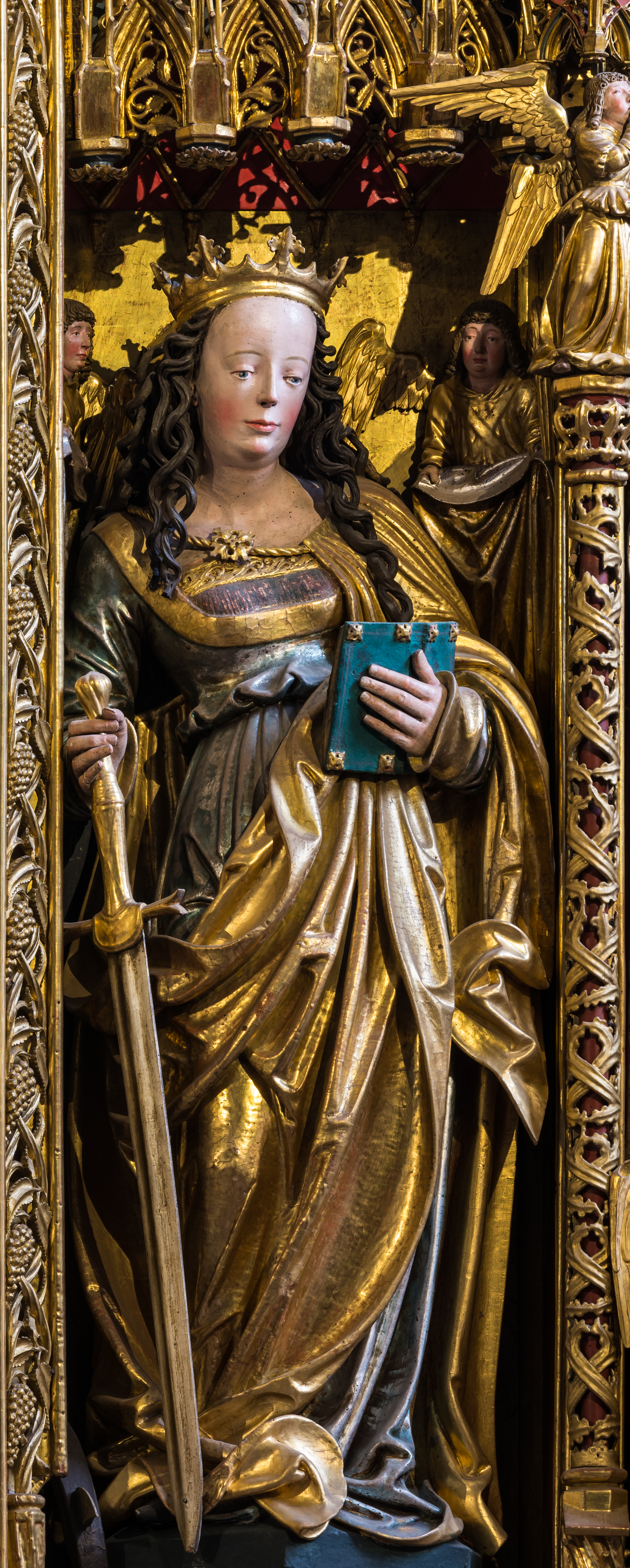
Katharina
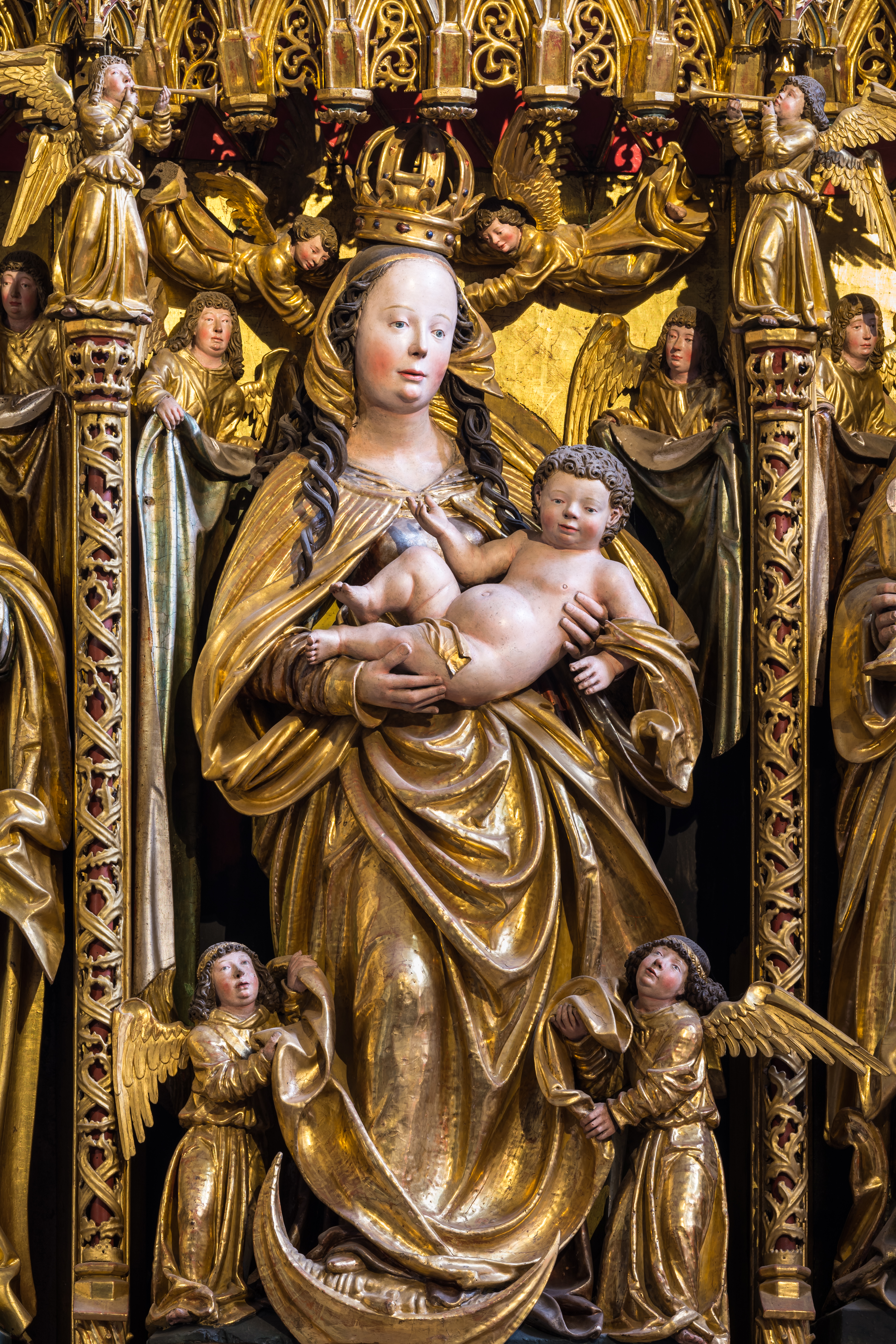
Maria mit Kind
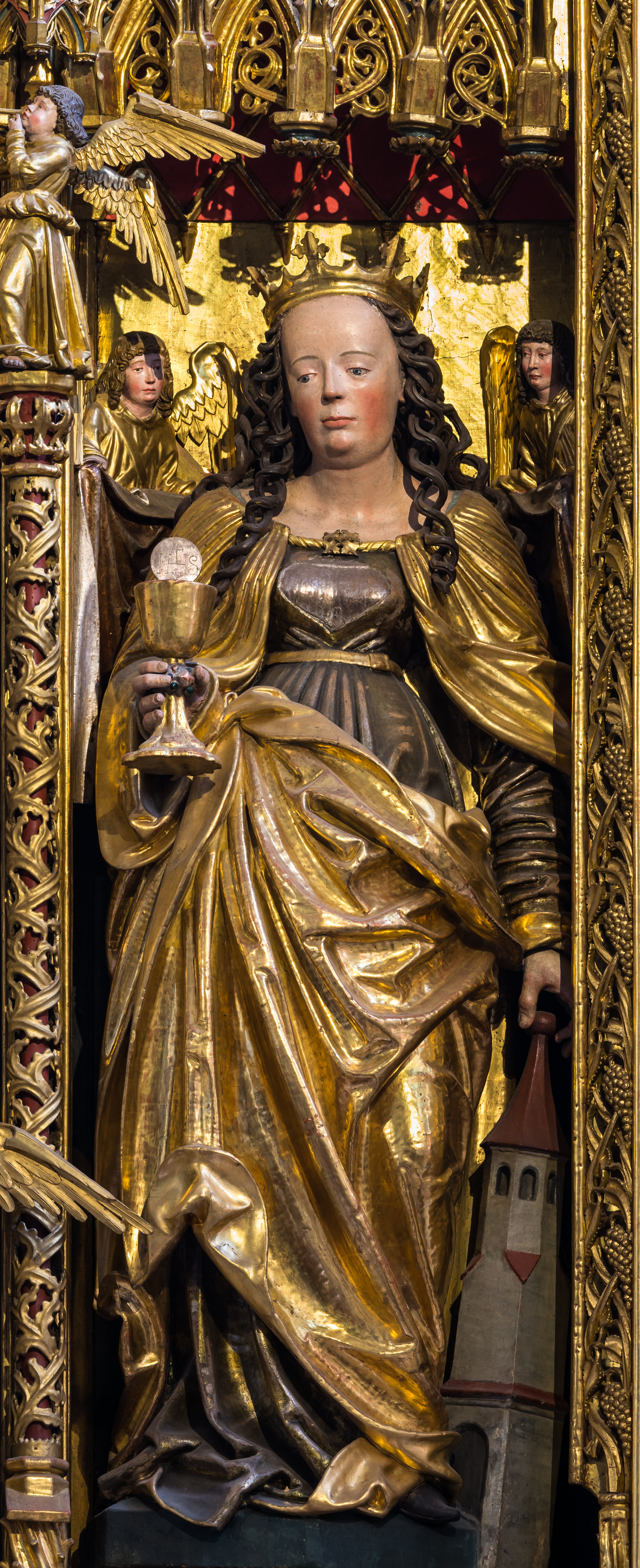
Barbara

### Predella
Die Predella enthielt ein Relief mit der Darstellung von Christi Geburt, das um 1680/85 dem Einbau des Tabernakels weichen musste und seither verschollen ist. Zusammen mit dem Relief wurden auch die beweglichen Flügel entfernt, mit denen man die Predella schließen konnte. Erhalten geblieben sind die beiden Gemäldetafeln mit den Bildern von Heiligen.
| - Vinzenz | - Christi Geburt (verschollen) | - Laurentius |

### Gesprenge
Das Gesprenge enthält zehn Skulpturen auf zwei Ebenen. Die obere wird durch eine Dreiergruppe gebildet, bei der Christus als Schmerzensmann vom Evangelisten Johannes und dem Heiligen Nikolaus (rechts) flankiert wird. Zentrale Gestalt der unteren Ebene ist Christophorus. Links von ihm folgen Wolfgang, Dionysius und Philippus, rechts neben Christophorus stehen Stephanus und die Apostel Andreas und Simon.

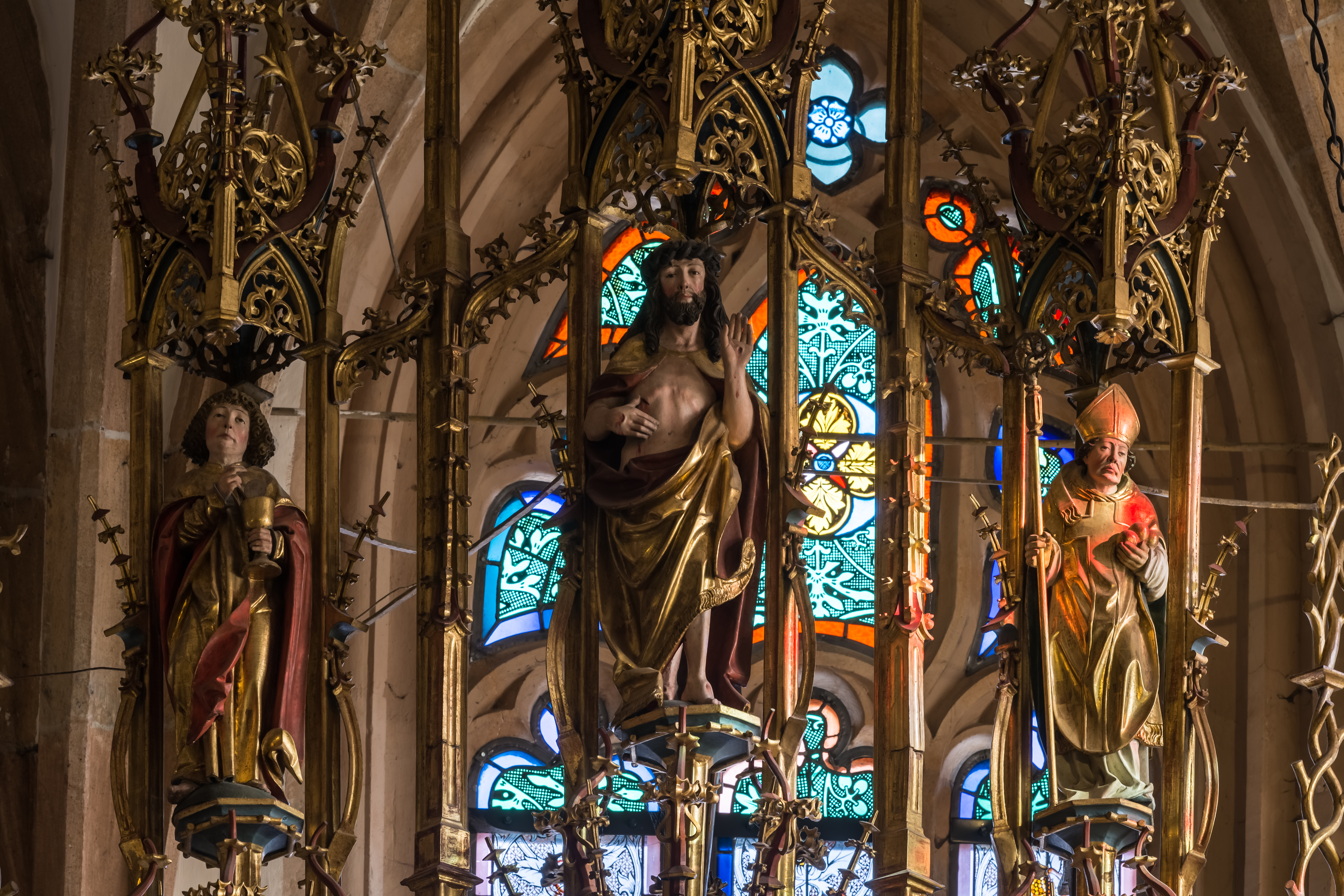
Gesprenge, obere Ebene
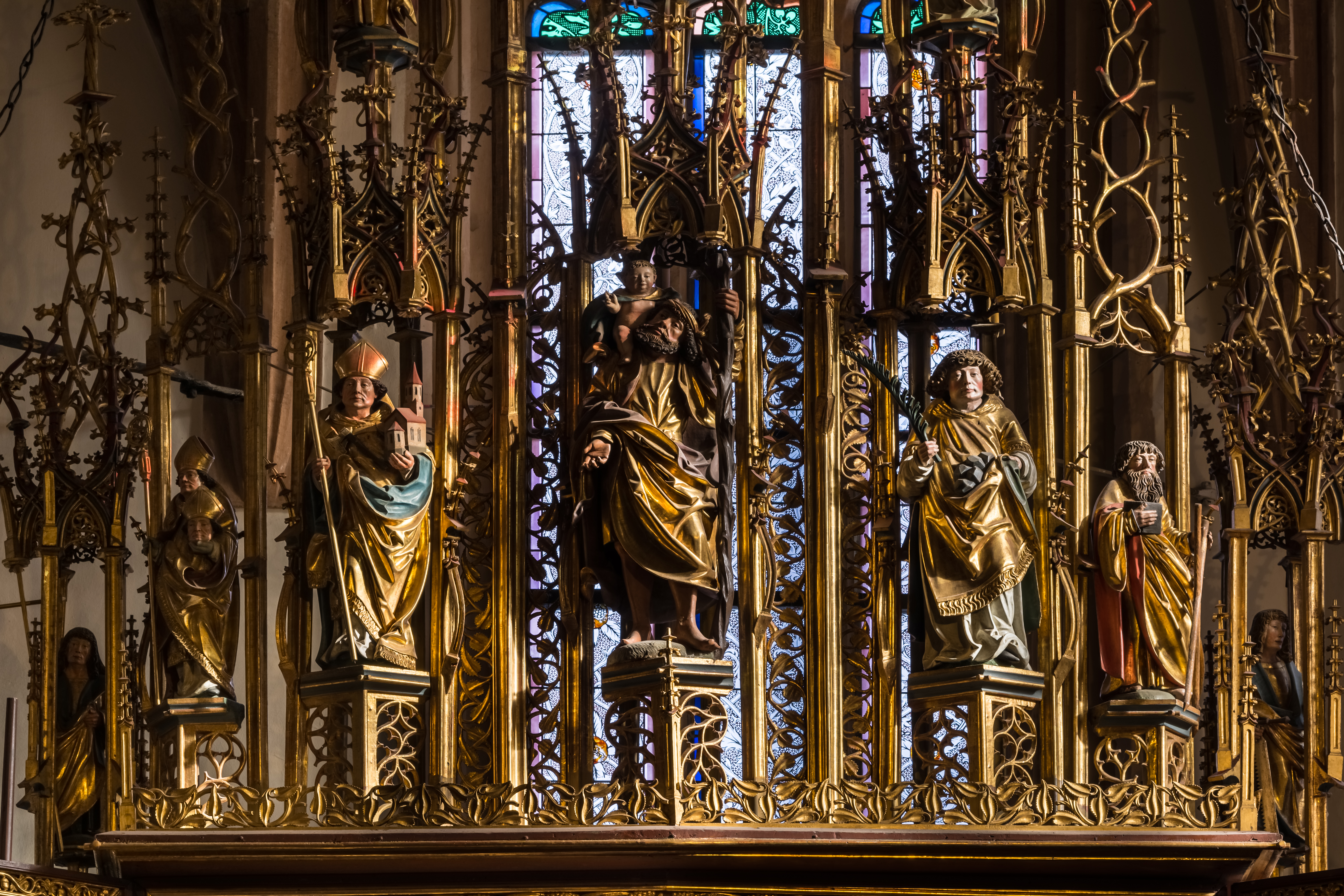
Gesprenge, untere Ebene

### Rückseite des Altars
Die gesamte Rückseite des Altares ist bemalt. Die Rückseite des Schreins ist in sechs Felder gegliedert, die das Jüngste Gericht zum Thema haben:
| - Maria - Einzug der Gerechten in den Himmel | - Christus als Weltenrichter - Auferstehung der Toten | - Johannes der Täufer - Sturz der Verdammten in den Höllenrachen |

Auf der Rückseite der Predella ist das Schweißtuch der Veronika dargestellt, das links von Petrus und rechts von Paulus gehalten wird.